# Rue des Augustins (Lille)
Pour les articles homonymes, voir Rue des Augustins.
La rue des Augustins est une rue de Lille.

## Situation et accès
Elle est située dans le quartier de Lille-Centre et relie la rue du Molinel à la rue Gustave-Delory, dans le quartier de Lille-Centre.
La rue des Augustins est desservie par la station de métro Gare Lille-Flandres.

## Origine du nom
La rue est ainsi nommée en raison de l’établissement en 1614 d’un couvent des Augustins fermé à la fin du XVIIIe siècle.

## Historique

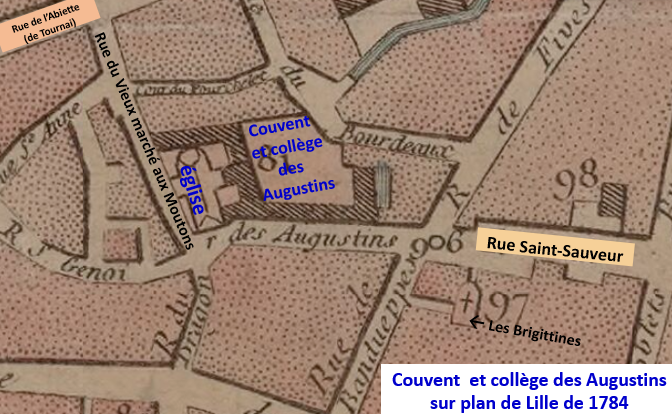
Rue et couvent des Augustins sur plan de 1784

La rue nommée en 1304 rue de la Jurie ou de la Juifrie peut-être parce que des Juifs y résidaient était située dans la paroisse Saint-Maurice à l’intérieur de l’extension de l’enceinte au cours du XIIIe siècle englobant les paroisses Saint-Maurice et Saint-Sauveur. Elle fut nommée rue des Augustins après l’établissement du couvent éponyme, rue de l’égalité en 1793 et reprit son ancien nom après quelques années.
Elle reliait l’étroite rue du Vieux-Marché aux moutons à la rencontre de la rue du Dragon (ces deux rues ayant été remplacées après les destructions du siège de Lille de 1914 par la large rue du Molinel) à la  rue de Fives à la rencontre de la rue du Ban de Wedde, ces deux rues ayant été fusionnées et renommées en 1925 rue Gustave Delory, celle-ci élargie vers 1960. Jusqu’au début des années 1960, la rue des Augustins était quasiment dans l’axe de la rue Saint-Sauveur, celle-ci ayant déportée lors des travaux de rénovation du quartier Saint-Sauveur pour être mise dans le prolongement de la large avenue Charles Saint-Venant qui a succédé à l’étroite et sinueuse rue du Bourdeau partiellement détruite en octobre 1914.  
Le couvent des Augustins s’y installe en 1614 et fonde en 1622 un collège enseignant le latin, le grec et la rhétorique après autorisation du Magistrat nonobstant l’opposition du collège Saint-Pierre. Le couvent construit son église en 1638 à l’angle de la rue du Vieux Marché aux Moutons à l’emplacement de l’ancien siège de la banque Scalbert-Dupont (bâtiment en travaux en 2022 pour être transformé en hôtel). Les religieux font couvrir en 1686 le canal du Haut-Becquerel qui traversait leur propriété.
La prospérité du couvent XVIIe siècle lui permet de s’étendre en acquérant des maisons aux alentours dans l’ilot. Le collège décline à la fin du XVIIIe siècle et ferme en 1787. Les religieux qui étaient encore 23 sont chassés en 1791. Les bâtiments du couvent disparaissent au début du XIXe siècle et sont remplacés par des maisons, puis à partir du milieu du XIXe siècle par une usine de tissage s’étendant jusqu’à la rue du Bourdeau (emplacement de la rue Charles Saint-Venant) et par l’hôtel particulier de son propriétaire, la famille Boutry-Van Isselteyn.
L’institution Sainte-Claire (actuel collège et lycée privé) est construit en 1887 côté pair de la rue.
Les bâtiments du côté impair détruits par les bombardements du siège de Lille sont reconstruits dans un style néo-flamand vers 1930. Ceux attenant à la rue Gustave Delory sont remplacés par un immeuble construit dans les années 1960.